# Cerkiew św. Mikołaja w Michałowie
Cerkiew pod wezwaniem św. Mikołaja – prawosławna cerkiew parafialna w Michałowie. Należy do dekanatu Gródek diecezji białostocko-gdańskiej Polskiego Autokefalicznego Kościoła Prawosławnego.
Cerkiew mieści się przy ulicy Młynowej.
Jest to drewniana świątynia na kamiennym fundamencie, zbudowana w latach 1907–1908, konsekrowana we wrześniu 1908 przez arcybiskupa grodzieńskiego i brzeskiego Michała. Posiada trzy krużganki (które nadają budowli kształt krzyża). Nad nawą znajduje się 5 kopuł – jedna duża i cztery mniejsze. Od frontu wieża-dzwonnica o wysokości 31 m, zwieńczona ostrosłupowym hełmem z kopułą. We wnętrzu znajdują się polichromie wykonane w latach 60. XX wieku przez wykładowcę Akademii Sztuk Pięknych w Krakowie Adama Stalony-Dobrzańskiego.
Cerkiew została wpisana do rejestru zabytków 24 listopada 1992 pod nr A-422.
Po zakończonym remoncie (w ramach którego wzmocniono fundamenty, wymieniono posadzkę, zainstalowano ogrzewanie podłogowe) świątynia została 7 listopada 2021 r. konsekrowana przez metropolitę warszawskiego i całej Polski Sawę.

## Autorstwo polichromii
Materiały źródłowe nie potwierdzają przyjętej w wielu publikacjach popularnych tezy o udziale Jerzego Nowosielskiego w pracach w Michałowie. Informacji na temat współautorstwa ucznia Stalony-Dobrzańskiego nie dostarczają ani wspomnienia artysty, ani jego teczka osobista z archiwum krakowskiej ASP, ani tzw. karta biała michałowskiej cerkwi . W tej ostatniej można przeczytać: “Wnętrze o ścianach z wielobarwną polichromią, malowaną przez prof. Dobrzańskiego z Krakowa”. We wspomnieniach z czasu pracy w Michałowie artysta wprost wspomina, że Nowosielski nie pracował w Michałowie. Przekaz o domniemanym współautorstwie pochodzi przede wszystkim z podań ustnych innych uczestników prac w świątyni.

## Program ikonograficzny
Program ikonograficzny polichromii inspirowany jest typowymi schematami stosowanymi w dekoracjach prawosławnych cerkwi, przede wszystkim tymi stosowanymi w ikonie bizantyńskiej od ok. XI do XV wieku. W przedsionku świątyni znajduje się przedstawienie jej patrona, św. Mikołaja Cudotwórcy. Dalej, na ścianie zachodniej, artysta pokazał trzech świętych rycerzy – Jerzego, Dymitra z Salonik i Teodora z Tyru. Ściany boczne, jak i strop pokryte są nawiązującą do motywów ludowych dekoracją ornamentalną, której układ zgodny jest z logiką architektury (ułożeniem desek). Na stropie prezbiterium namalowany został Mandylion. Dekoracja prezbiterium jest częściowo zasłonięta przez ikonostas, nad którym góruje krzyż przedstawiony w otoczeniu sześciu serafinów. Przestrzenie poniżej pseudokopuły wieńczącej wschodnią część nawy, ukształtowane na wzór pendentywów, zawierają wizerunki czterech Ewangelistów. Sama ośmioboczna kopuła ozdobiona jest przedstawieniami figuralnymi wzbogaconymi dekoracją ornamentalno-literniczą. W polach kopuły przedstawione zostały postaci Matki Boskiej z Chrystusem-Emmanuelem na kolanach oraz siedmiu archaniołów. Pole z wizerunkiem maryjnym bezpośrednio inspirowane jest średniowieczną ikoną Wielkiej Panagii z Jarosławia. Odstępstwem od tradycji jest umieszczenie poniżej latarni rzeźby Ducha Świętego w postaci gołębicy, zamiast tradycyjnego Chrystusa-Pantokratora (na niewielkiej przestrzeni czaszy takie przedstawienie nie byłoby czytelne).

## Styl
Dzieło Stalony-Dobrzańskiego łączy w sobie tradycję malarstwa bizantyńskiego i XX-wiecznego. Kolorystycznie dominują wyraziste umbry, zielenie i błękity. Uwagę zwraca stylizacja postaci, które namalowane zostały w sposób szkicowy i schematyczny, a zarazem bardzo ekspresyjny. W wielu miejscach pojawia się inspiracja motywami ludowymi, widoczna w dekoracji ornamentalnej i elementach szat (tuniki archaniołów, zbroje świętych rycerzy). Istotną część michałowskiej polichromii stanowi liternictwo, które było jednym z głównych obszarów zainteresowań Stalony-Dobrzańskiego, wieloletniego kierownika Katedry Liternictwa krakowskiej ASP. Dzieło uważane jest za stylowo jednorodne, spójne i konsekwentne.